# 日本プロレスリング連盟
一般社団法人日本プロレスリング連盟（にほんプロレスリングれんめい、英: United Japan Pro-Wrestling Association、略称: UJPW）は、日本のプロレス団体が加盟するスポーツ組織、業界団体。

## 略歴
2023年12月15日に結成を発表。2024年5月6日には、日本武道館で団体設立記念興行を予定。初代会長は新日本プロレスOBで同社元会長・現相談役の坂口征二、事務局長には菅林直樹（新日本プロレス会長）が就任する。
2020年、新型コロナウイルス感染症対策による興行開催自粛を受けて同年4月15日、木谷高明（新日本プロレス・スターダムのオーナー）が音頭を取る形で国内男女7団体 が新日本・全日本プロレスOBでもあり文部科学大臣も歴任した馳浩衆議院議員（当時）、スポーツ庁、経済産業省に休業補償などの要望書を提出。馳は7団体にコミッション設立を要請したことをきっかけとし、政府や各自治体と業界が協力する必要性からプロレスの業界団体として9団体6企業によって結成。
健全な業界間の競争は維持しつつ、この団体において、プロレス業界共通の課題の解決に向けての意見交換や情報交換を行える場所を確保し、業界のイメージ改善、持続的発展を図っていく。合意の取れた9団体6企業によってスタートするが、けしてそれ以外がプロレスではないと排除するわけではなく、結成以降も加盟団体を広く受け入れるとともに、多様なプロレス文化形成を目指す。事務局は新日本プロレス内に置かれる。
2024年3月26日、前述の記念興行が『ALL TOGETHER 〜日本プロレスリング連盟発足記念・能登半島復興支援チャリティ大会〜』として開催されることと、第2弾を6月15日に北海道立総合体育センター（北海きたえーる）で開催することが発表された。
これまでは任意団体として活動していたが、2025年1月20日の会見にて一般社団法人として法人化し、代表理事にCyberFight副社長の高木三四郎が就任したことを公表した。正会員資格として「プロレス事業にまつわる直近の売り上げが5000万円以上」「団体設立より2年以上経過」などの基準を設け、一方で賛助会員も今後募るものとする。

## 加盟団体

### 正会員
2025年6月11日時点。
- 新日本プロレス（新日本プロレスリング株式会社）
- 全日本プロレス（オールジャパン・プロレスリング株式会社）
- プロレスリング・ノア（株式会社CyberFight）
- DDTプロレスリング（株式会社CyberFight）
- ガンバレ☆プロレス（株式会社ガンプロエンターテインメント[注 2]）
- 大日本プロレス（有限会社四ツ葉工芸）
- DRAGONGATE（DRAGONGATE株式会社）
- 九州プロレス（NPO法人九州プロレス） - 2024年7月加盟
- スターダム（株式会社スターダム[注 3]）
- 東京女子プロレス（株式会社CyberFight）
- プロレスリングFREEDOMS（株式会社プロレスリングFREEDOMS）- 2025年6月加盟

### 賛助会員
- ワールド女子プロレス・ディアナ（ワールド女子プロレス・ディアナ株式会社）[12]
- プロレスリングWAVE（株式会社ZABUN）
- プロレスリング・ドラディション（株式会社 シーホースコーポレーション）

## 役員
- 代表理事：髙木三四郎（株式会社CyberFight取締役副社長）
- 業務執行理事：菅林直樹（新日本プロレスリング株式会社取締役会長）
- 業務執行理事：斎藤了（DRAGONGATE株式会社取締役）
- 業務執行理事：筑前りょう太（NPO法人九州プロレス理事長）
- 理事：福田剛紀（オールジャパン・プロレスリング株式会社代表取締役社長）
- 理事：岡本保朗（株式会社CyberFight代表取締役社長）
- 理事：武田有弘（株式会社CyberFight取締役）
- 理事：登坂栄児（有限会社四ッ葉工芸代表）
- 理事：三島通義（株式会社ガンプロエンターテインメント代表取締役社長）
- 理事：木谷高明（株式会社ブシロード代表取締役社長）
- 理事：棚橋弘至（新日本プロレスリング株式会社代表取締役社長）
- 理事：岡田太郎（株式会社スターダム代表取締役）
- 理事：松本仁司（新日本プロレスリング株式会社取締役）
- 理事：長岡征斗（TMI総合法律事務所弁護士）
- 監事：山田真哉（芸能文化税理士法人公認会計士・税理士）